# Tetrastichus pachylophusae
Tetrastichus pachylophusae is een vliesvleugelig insect uit de familie Eulophidae. De wetenschappelijke naam is voor het eerst geldig gepubliceerd in 1956 door Risbec.